# Гринфелде, Милда
Милда Гринфелде (латыш. Milda Grīnfelde, собственно Грюнфельд; 20 апреля 1909, Новосибирск — 28 сентября 2000, Рига) — латвийская переводчица.

## Биография
Родилась в семье, высланной из Латвии в Сибирь в связи с участием отца Милды в революционных волнениях 1905 года. Вернулась в Латвию вместе с семьёй в 1920 г., в 1927—1940 гг. изучала романскую и балтийскую филологию в Латвийском университете. Работала в издательстве Zelta ābele, по окончании Второй мировой войны научный сотрудник отдела языкознания Института языка и литературы АН ЛССР.
C 1943 года развивался роман Гринфелде с поэтом Александром Чаком. Как рассказывает биограф Чака Валдис Румниекс,

У Чака была «любовь жизни» Милда Гринфелде. <…> Она жила на углу Гертрудес и Бривибас. Однажды Чак пришел на назначенную встречу, о которой она забыла. Телефона нет, лифта нет, а подняться на 6-й этаж он был не в силах. Так и простоял четыре часа внизу, в подъезде.

Чакс посвятил Гринфелде книгу любовной и эротической лирики «Дар небес» (латыш. Debesu dāvana), написанную в середине 1940-х гг., но напечатанную только в 1980 году, спустя 30 лет после смерти автора. В соавторстве с Румниексом Гринфелде опубликовала в 1988 г. книгу о последних годах жизни поэта «Почему я Чак?» (латыш. Kāpēc es esmu Čaks?).
В конце 1940-х гг. перевела с русского языка повести Льва Кассиля «Великое противостояние» и Антонины Голубевой «Мальчик из Уржума». Одновременно входила во «французскую группу» — кружок латышских интеллектуалов, собиравшихся частным образом для обсуждения французской литературы и культуры. В 1951 г. вместе с другими участниками группы была арестована, приговорена к 10 годам лишения свободы. Отбывала наказание в Тайшете на строительстве железной дороги Тайшет—Лена. Вернулась в Латвию по амнистии в 1956 году. Ради заработка подготовила в 1959 г. краткий русско-латышский и латышско-русский словарь.
В переводах Гринфелде начиная с 1960-х гг. появились на латышском языке романы Виктора Гюго «Человек, который смеётся», Альбера Камю «Посторонний», Гектора Мало «Без семьи», сказки Шарля Перро, произведения Оноре де Бальзака, Жюля Ренара, братьев Гонкуров, Рене Шара и другие заметные произведения французской литературы. Реже переводила с английского языка (романы Грэма Грина «Тихий американец» и «Наш человек в Гаване», «Сад радостей земных» Джойс Кэрол Оутс). Около 40 пьес в переводах Гринфелде были поставлены в театрах Латвии — от «Синей птицы» Мориса Метерлинка до «Татуированной розы» Теннесси Уильямса. В 1990 г. была принята в Союз писателей Латвийской ССР с рекомендацией Визмы Белшевицы, отметившей при этом, что получить рекомендацию от Гринфелде было бы честью для любого писателя.
В 1999 году награждена латвийским Орденом Трех звёзд V степени.